# Psydrax martini
Psydrax martini är en måreväxtart som först beskrevs av Dunkley, och fick sitt nu gällande namn av Diane Mary Bridson. Psydrax martini ingår i släktet Psydrax och familjen måreväxter. Inga underarter finns listade i Catalogue of Life.